# 安德鲁·迪克森·怀特
安德鲁·迪克森·怀特（英語：Andrew Dickson White，1832年11月7日—1918年11月4日）是美国外交家、作家及教育家。

## 生平
1832年生于美国纽约州荷马（Homer），并在耶鲁大学接受教育。在耶鲁时他是丹尼尔·C·吉尔曼（Daniel Coit Gilman，约翰霍普金斯大学首任校长）的同学。他俩同是耶鲁秘密组织骷髅会成员，并一直是彼此的好友。当怀特于1853年毕业后，用了三年时间在欧洲学习，然后回到美国，成为密歇根大学的历史及英国文学教授。
1865年，怀特和巨贾埃兹拉·康乃尔创立康乃尔大学，怀特成为第一任校长，并带领康大走上成为世界精英院校之路，特别在农业研究及工程学上表现优秀。14年后，他辞去校长职务，成为美国驻德国（1879年—1881年）及俄国（1892年—1894年）公使、及驻德国大使（1897年—1902年）。怀特在俄国时认识了作家列夫·托尔斯泰。托尔斯泰对摩门教着迷，燃点起从前视之为异端的怀特对摩门教的兴趣。当怀特回到美国后，借康大靠近摩门教发祥地之地利，收集了大量纪录摩门教的事物 (包括大量原版《摩门经》)，远超摩门教会机构及教會所屬學校楊百翰大學的收藏。
1918年，怀特于纽约州伊萨卡逝世。

## 主要著作
- A History of the Warfare of Science with Theology in Christendom (1896年) （页面存档备份，存于）
- Seven Great Statesmen in the Warfare of Humanity with Unreason (1910年)

## 荣誉学位
怀特得到众多荣誉学位包括: 
- 密歇根大学 - LL.D. (1867)
- 康奈尔大学 - LL.D. (1886)
- 耶鲁大学 - LL.D. (1887)
- 哥伦比亚大学 - L.H.D. (1887)
- 耶拿大学 - Ph.D. (1889)
- 圣安德鲁大学 - LL.D. (1902)
- 约翰霍普金斯大学 - LL.D. (1902)
- 牛津大学 - D.C.L. (1902)
- 达特茅斯学院 - LL.D. (1906)

## 画廊

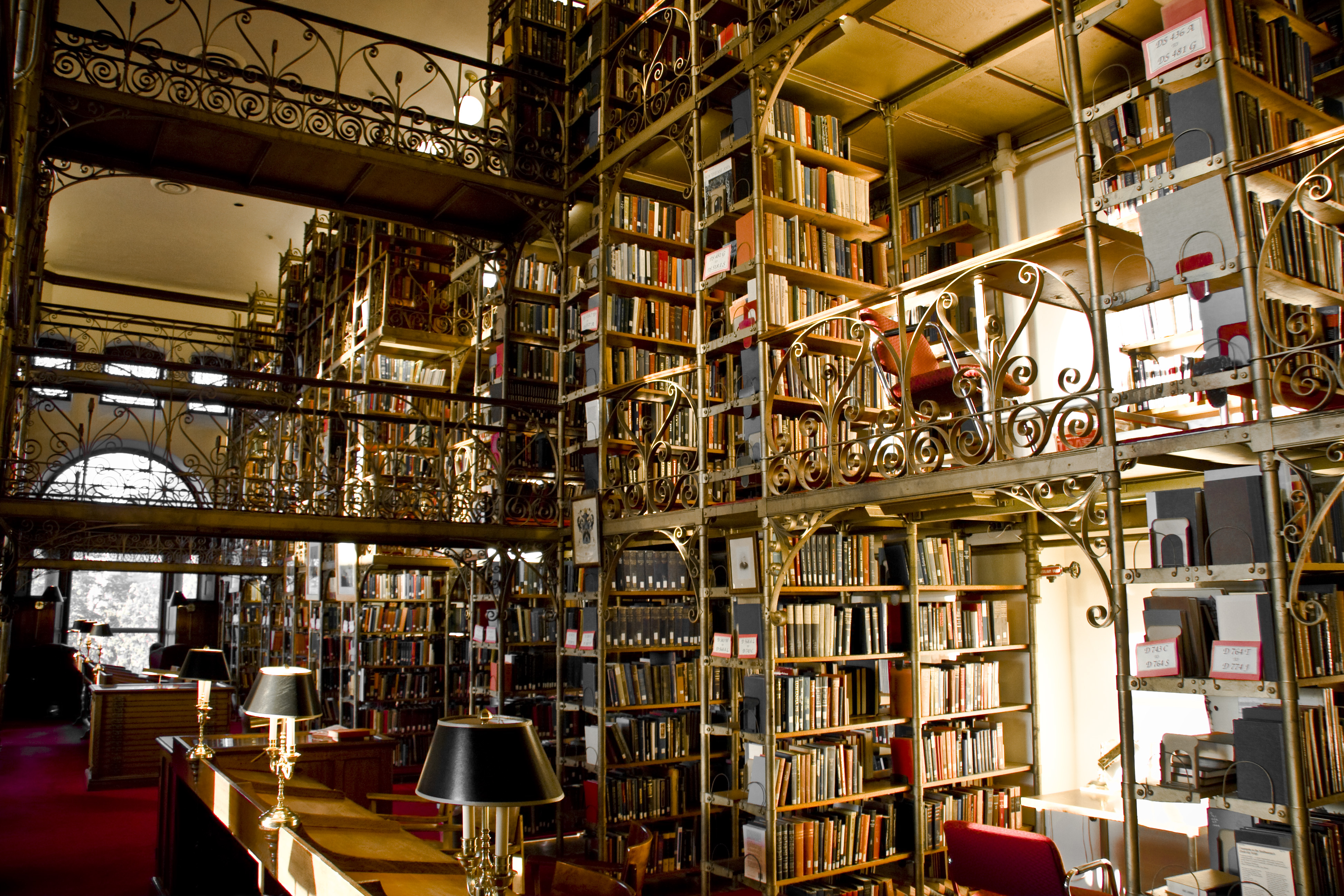
自己住宅书房
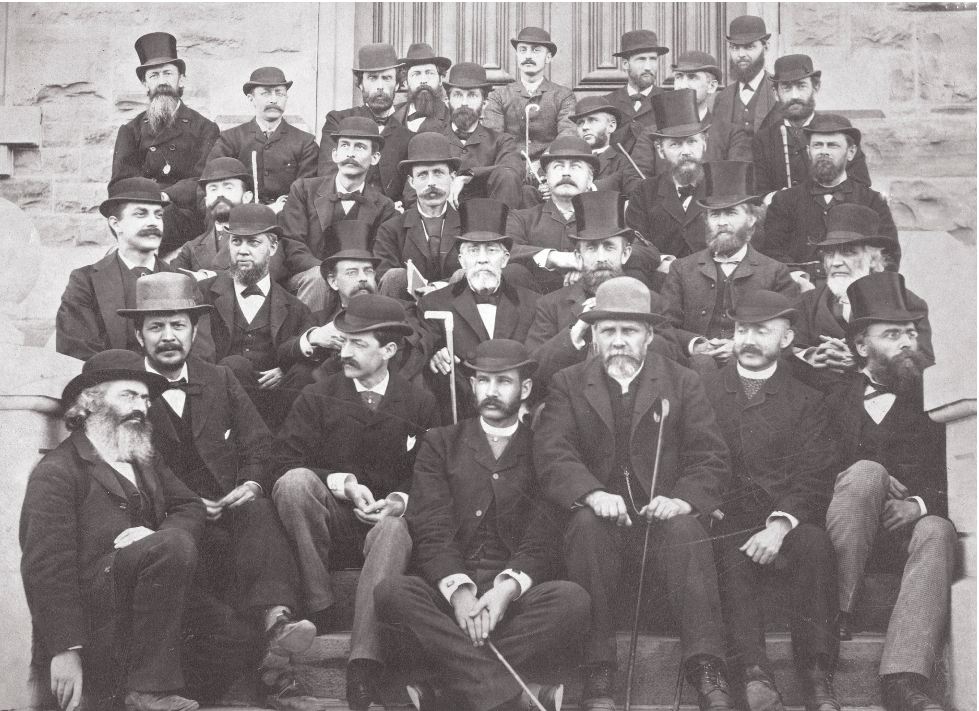
1882年康奈尔大学教职工中间
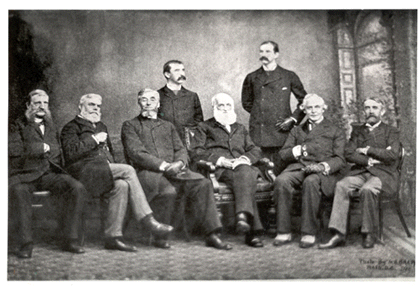
1885年美国历史学会初始会员
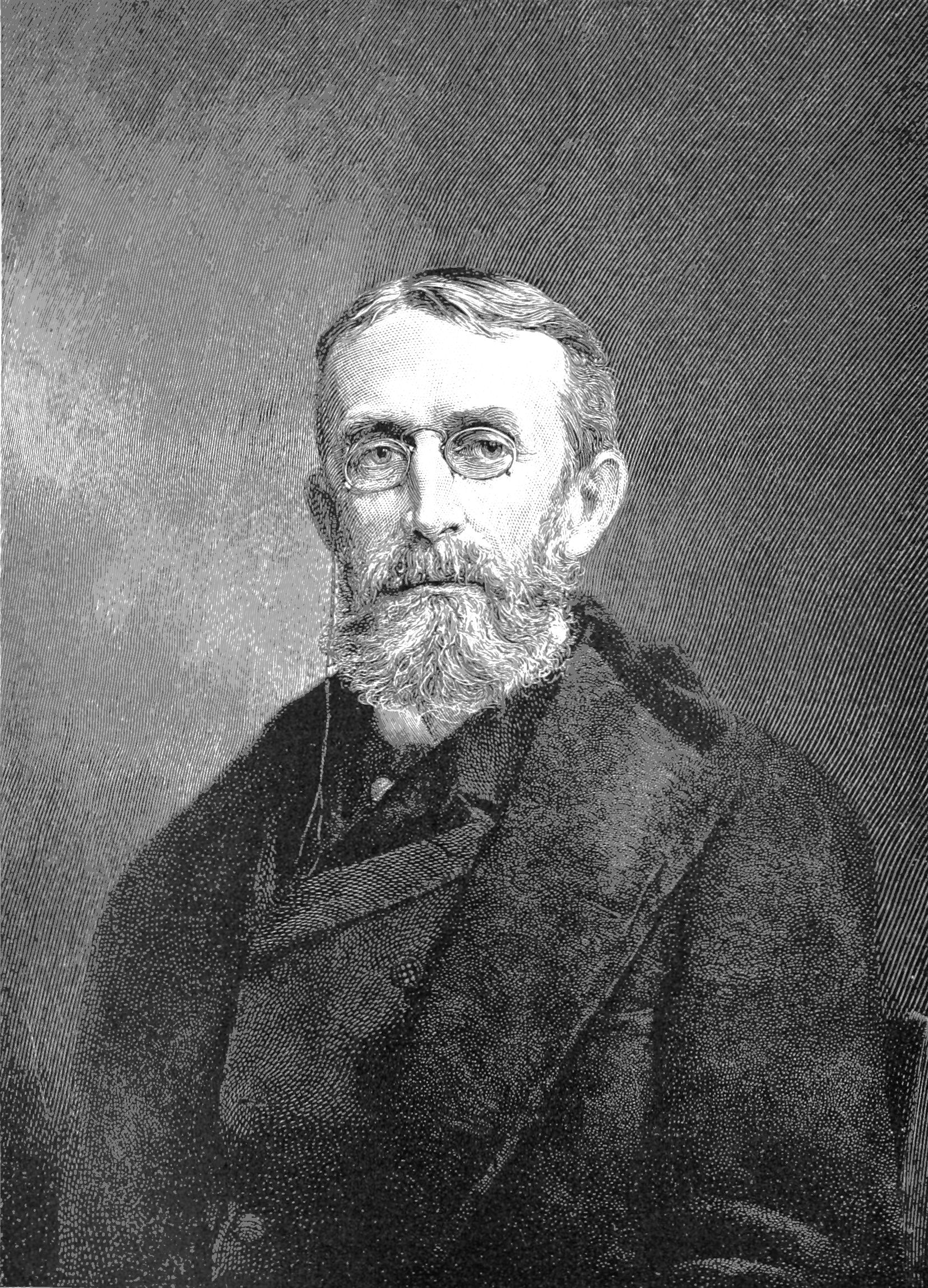
1896美国期刊科技新时代
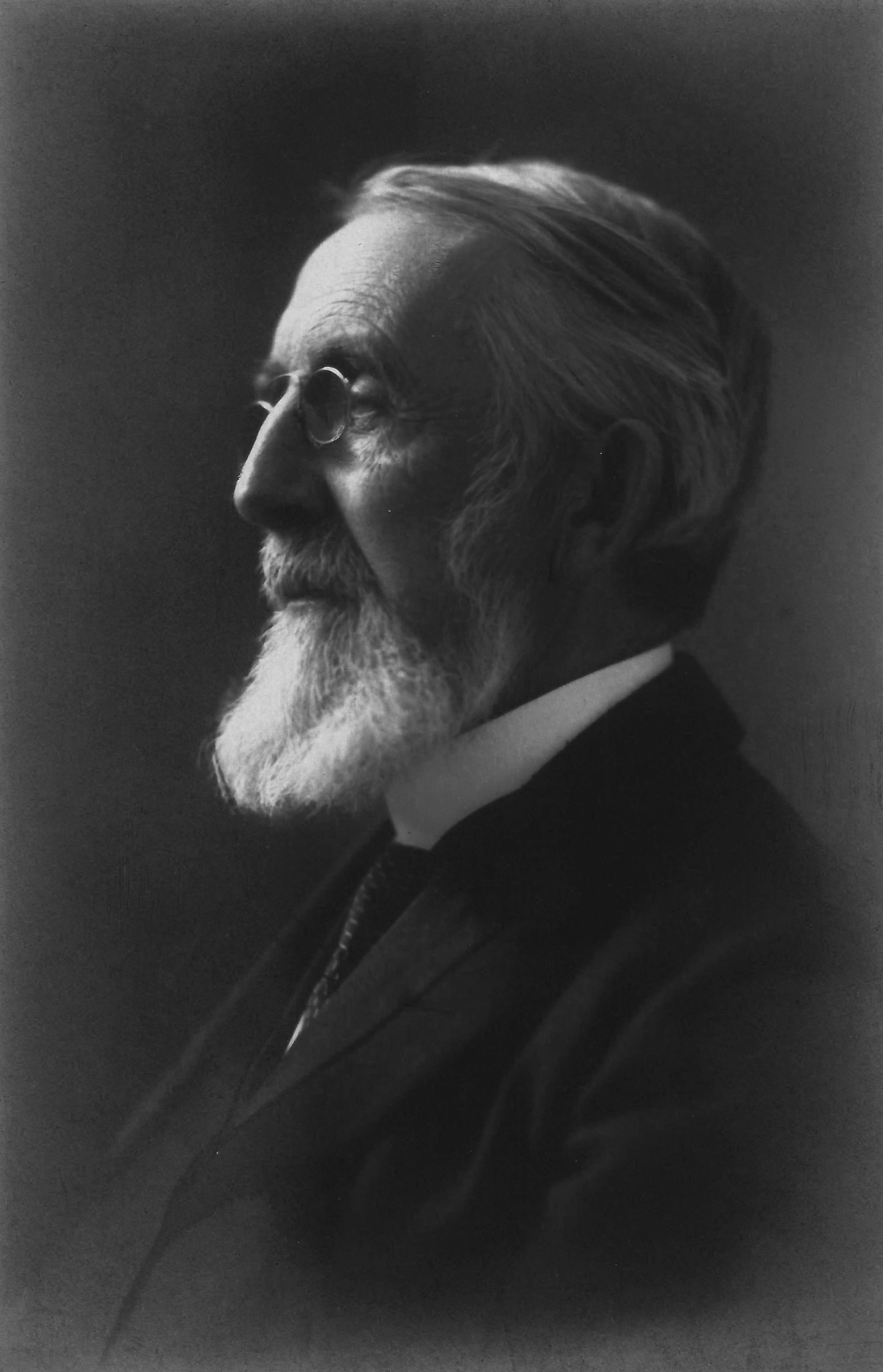
约1905年 - Gelatin silver拍摄
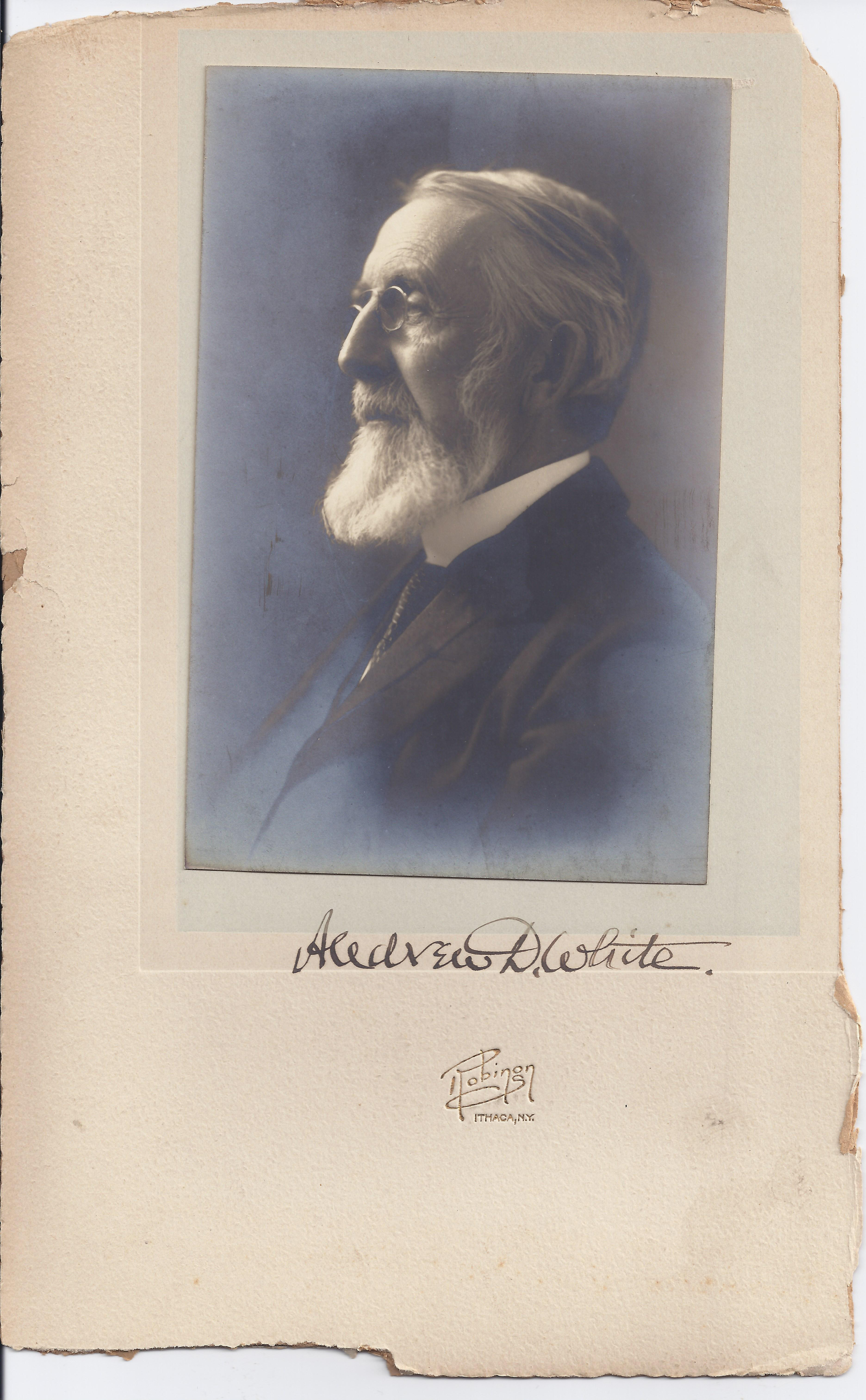
约1905年 - Gelatin silver打印的内阁成员卡片，底下有怀特亲笔签名，原照可能用作自传
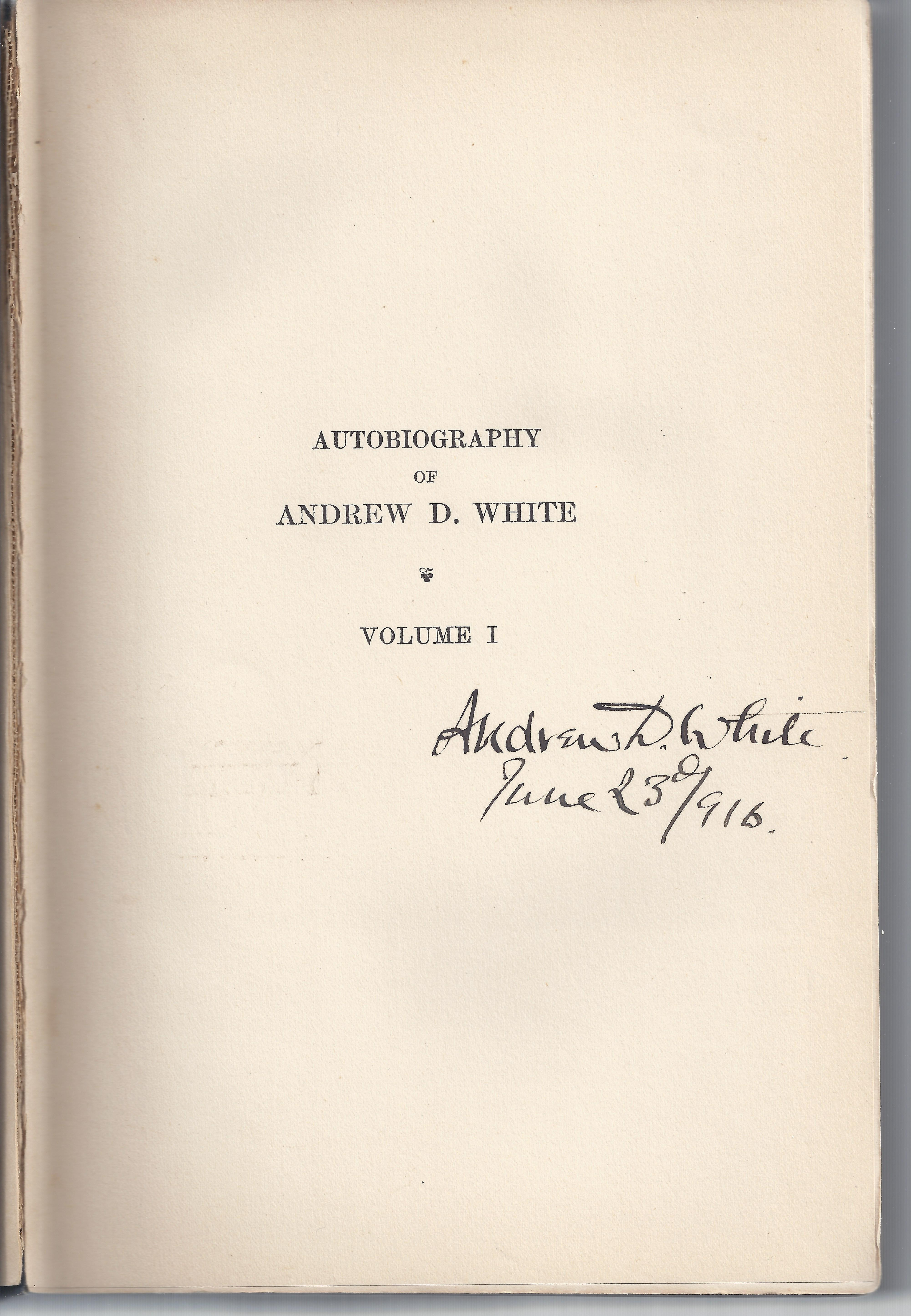
怀特自传第一卷, 1916年6月23日
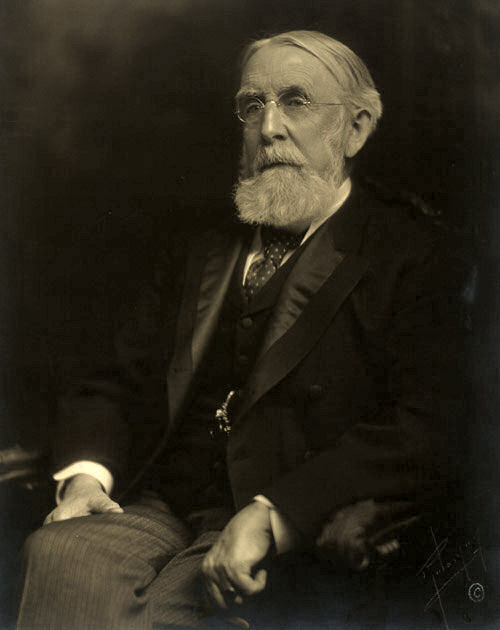
1910年的怀特
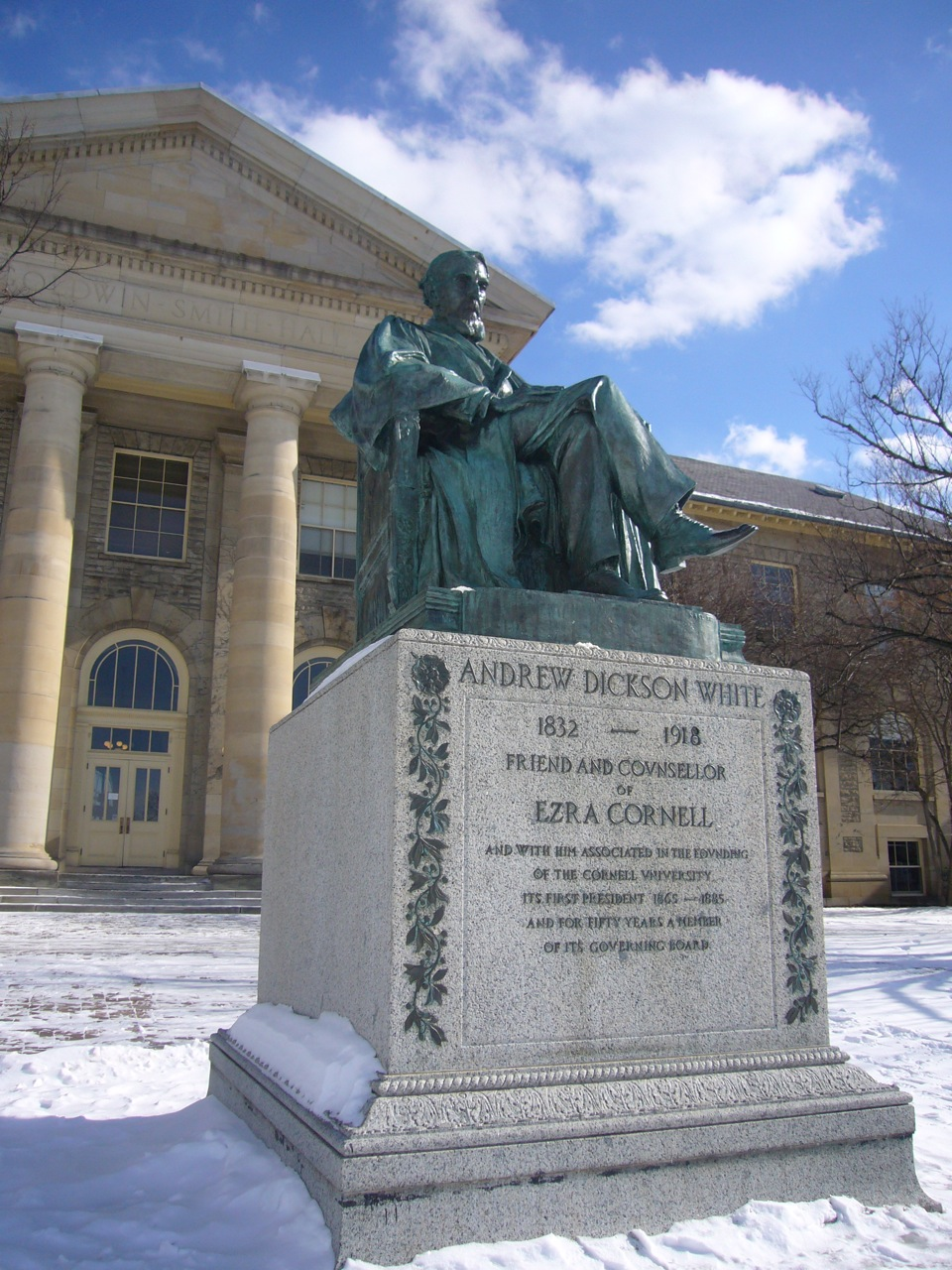
怀特雕像，Karl Bitter作品
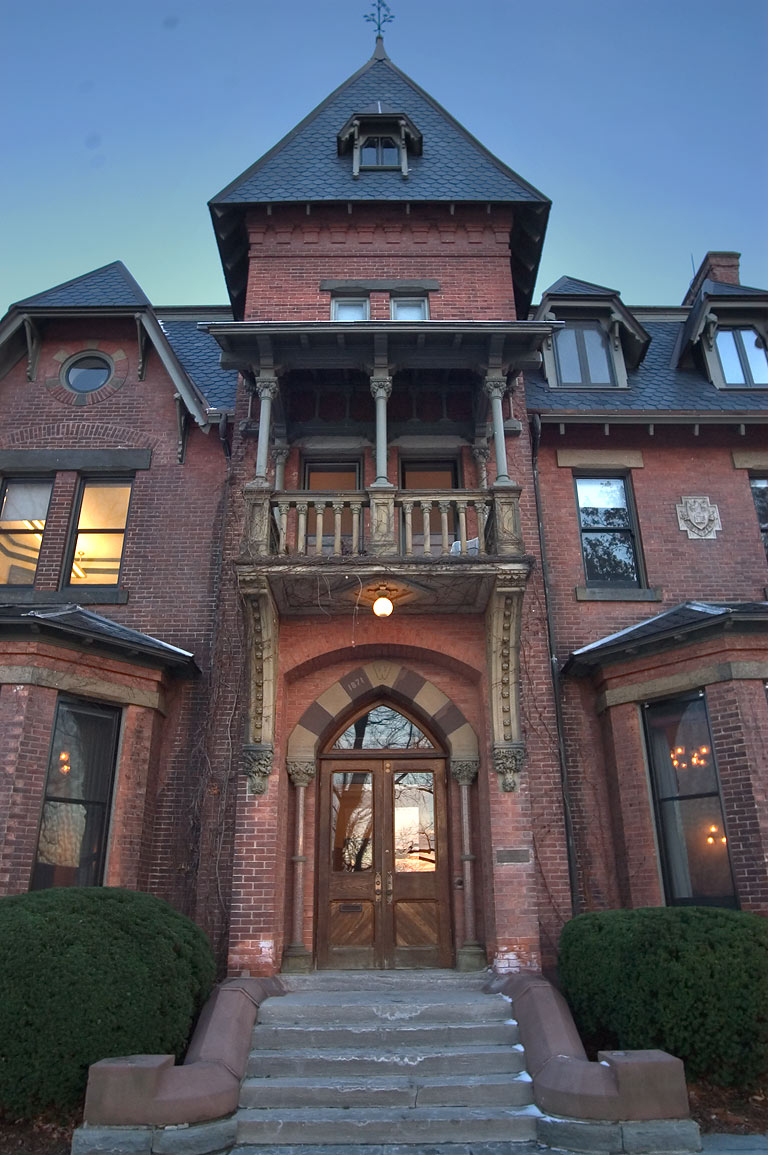
康奈尔大学校园内的怀特住宅, 列入美国国家史迹名录
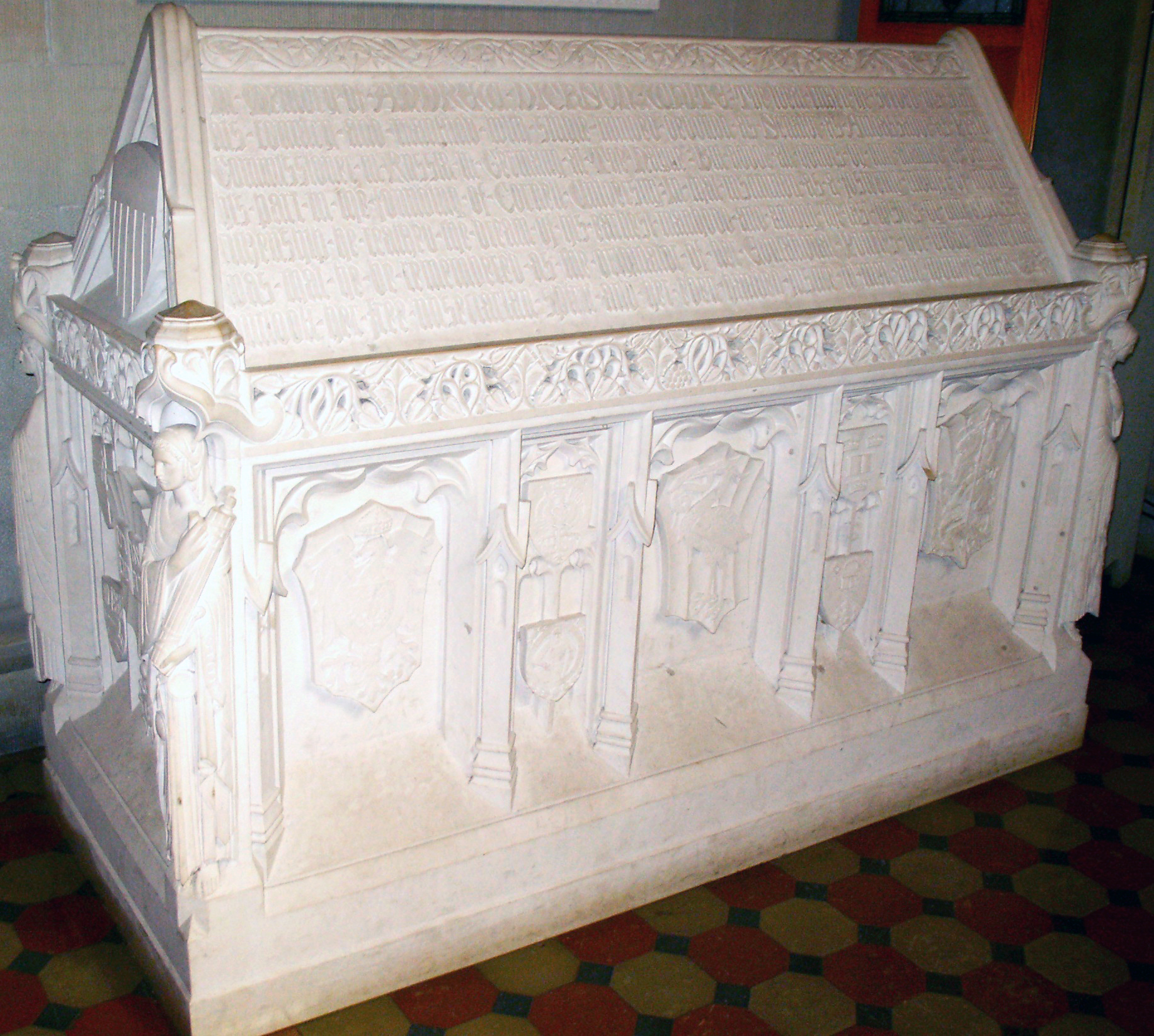
怀特的石棺

| 纽约州参议院               | 纽约州参议院                  | 纽约州参议院                   |
| -------------------------- | ----------------------------- | ------------------------------ |
| 前任： Allen Munroe        | 纽约州参议院 第22区 1864–1867 | 繼任： George N. Kennedy       |
| 學術機關職務               |                               |                                |
| 前任： (无)                | 康奈尔大学校长 1866–1885      | 繼任： Charles Kendall Adams   |
| 外交職務                   |                               |                                |
| 前任： Bayard Taylor       | 美国驻德国大使 1879–1881      | 繼任： Aaron Augustus Sargent  |
| 前任： Charles Emory Smith | 美国驻俄罗斯大使 1892–1894    | 繼任： Clifton R. Breckinridge |
| 前任： Edwin F. Uhl        | 美国驻德国大使 1897–1902      | 繼任： Charlemagne Tower, Jr.  |